# 寬邊橙斑弄蝶
寬邊橙斑弄蝶（學名：Telicota ohara），又名大黃斑弄蝶、黃紋長標弄蝶、竹紅弄蝶。

## 描述
雌雄二型性明顯。雄蝶體色以橙褐為主，頭部有毛，觸角褐色帶橙環，末端鉤狀；口器黑褐，下唇鬚前伸，前兩節具黃白毛叢，末節細小褐色。胸部與足為橙褐色，腹部背面褐色、側面橙色、腹面黃白。
前翅三角形，長14-19 mm，翅尖銳利，邊緣略突出；後翅扇形，臀區略呈葉狀。翅背面底色褐，綴橙色斑，翅基有橙毛。前翅大片橙色紋，亞外緣帶黑邊，中央具黑褐色帶。後翅中央有橙色斑帶與一橙色斑點。
翅腹面斑紋類似背面，多被橙鱗覆蓋，橙色斑邊緣有黑褐短線。前翅緣毛前端褐色，其餘橙色。前翅背面M3至CuA2脈間有灰色線狀性標。
雌蝶外觀與雄蝶相似，翅幅較寬，橙斑較小，無性標。

## 亞種
- Telicota ohara ohara （Plötz, 1883） – 暗色弄蝶（分布於澳洲）
- Telicota ohara formosana Fruhstorfer, 1911（分布於香港、臺灣）
- Telicota ohara jania Evans, 1949（分布於馬林杜克、棉蘭老島、民都洛、內格羅斯島、巴拉望、波利略島、薩馬島）
- Telicota ohara jix（分布於錫金、日本）
- Telicota ohara vedanga（分布於爪哇）
- Telicota ohara jactus（分布於婆羅洲）
- Telicota ohara iona（分布於布魯島）
- Telicota ohara ixion（分布於上阿羅阿河（英语：Aroa River）地區）

## 分佈
分佈於中國南方、中南半島、東南亞、南亞、菲律賓、新幾內亞、澳洲、日本、台灣等地。
臺灣主要分布於本島低至中海拔地區，離島如龜山島、金門及馬祖也有發現。

## 棲地
棲息於常綠闊葉林，一年可發生多代。成蝶活動於林緣及路旁陰涼處，喜訪花。幼蟲以禾本科的棕葉狗尾草、象草及舖地黍為食。